# Козовой Вадим Маркович
Вадим Маркович Козовой (28 серпня 1937, Харків — 22 березня 1999, Париж) — російський поет, есеїст, перекладач та дослідник французької поезії XIX–XX ст. Писав російською та французькою мовами. Радянський дисидент.

## Початок біографії
З 1954 навчався на історичному факультеті Московського університету.
У дні Всесвітнього фестивалю молоді та студентів у Москві (1957) був заарештований за звинуваченням у приналежності до неофіційного гуртка «Союз патріотів Росії» (т. зв. «Справа Льва Краснопєвцева», «справа молодих істориків»), засуджений на 8 років ув'язнення. Утримувався у мордовських таборах суворого режиму. Там познайомився зі своєю майбутньою дружиною, дочкою (Ольги Івинської) Іриною Ємельяновою, яка теж відбувала табірний термін.
Після звільнення (28 жовтня 1963) повернувся до Москви, працював у Музеї східних культур (до 1968), був дружньо підтриманий Л. Є. Пінським, М. В. Алпатовим, М. І. Харджиеввим, з надзвичайною активністю включився в літературне життя:
- Підготував коментоване французьке видання «Романа про Трістана та Ізольду» (1967),
- опублікував переклади з Анрі Мішо (1967) і Рене Шара (1973),
- підготував, майже цілком переклав та прокоментував том есеїстики Поля Валері «Про мистецтво» (1976, перевидання 1993),
- перевидав зі своїми коментарями та статтею збірку перекладів Бенедикта Лівшиця «Від романтиків до сюрреалістів» (1970),
- опублікував перші переклади з Лотреамона, Рембо, Малларме (1980–1981), над якими продовжував працювати й пізніше.

Став членом Французького ПЕН-центру (1974).
В Лозанні вийшла збірка його віршів «Грозова відстрочка» (1978).

## Французький період
17 лютого 1981 р. на запрошення Р.Шара, всупереч інтригам радянських властей та під тиском французьких офіційних осіб, за підтримки літературної громадськості був випущений за кордон для лікування сина у Франції. В 1985 до нього приєдналася дружина та молодший син Андрій, з 1987 Козовой — французький громадянин.
Працював у паризькому Національному центрі наукових досліджень (CNRS), був близький з А. Мішо, Р. Шаром, М. Бланшо, Ж. Граком, П. Сувчинським, М.Окутюрье, Ж.Дюпеном, М. Дегі, Ж. Ніва, Ж-К. Маркаде, К. Помяном, А.Береловічем та ін. Випустив збірки віршів «Геть від пагорба» (1982), «Поіменне» (1988), книга його вибраних віршів вийшла паралельно російською та французькою мовами (1984). Виступав з літературними читаннями, співпрацював із журналами «Поезія», «Деба», газетами «Русская мысль»,Le Monde. Був нагороджений Орденом літератури та мистецтва Франції (1985).

## Характеристика творчості
У напруженій, «темній» стилістичній манері віршів та абсурдистській прозі В. Козового традиції «витіюватої» російської словесності від Авакума та Гоголя до А.Бєлого та А.Ремізова з'єднуються з пошуками європейського модерну від Бодлера, Лотреамона, Рембо до французьких сюрреалістів, П. Реверди, Р.Шара та А.Мішо. Збірник програмних есе про російську поезію (Анненський, Бєлий, Хлєбніков, Пастернак, Цвєтаєва, Хармс) в її зв'язку з європейським модерном рубежу століть та антропологічними катаклізмами XX сторіччя «Поет в катастрофі» вийшов з друку вже в пострадянській Росії (1994).

## Посмертні видання
Після смерті В. Козового в Росії були опубліковані його вибрані переклади (2001), збірка його пам'яті «Твій нерасшатанний світ» (2001), книга російських та французьких есе різних років «Таємна вісь» (2003) та ін. Вибрані франкомовні есе були надруковані у Франції (2003).

## Основні публікації Козового
- Грозовая отсрочка. Стихи. Lausanne: L'Age d'Homme, 1978.
- Прочь от холма. Стихи. Париж: Синтаксис, 1982.
- Hors de la colline. Прочь от холма. Version française de l'auteur avec la collaboration de Michel Deguy et de Jacques Dupin. Postface de Maurice Blanchot. Avec des illustrations de Henri Michaux. Paris. Hermann, 1984 (двуязычное издание).
- Поименное. Париж: Синтаксис, 1988.
- Из трех книг: Грозовая отсрочка. Прочь от холма. Поименное. М.: Прогресс, 1991.
- Поэт в катастрофе. М.: Гносис; Institut d’études slaves, 1994.
- Анри Мишо. Поэзия. Живопись. Составление, общая редакция и вступительная статья В.Козового. Переводы В.Козового и др. М.: Изд-во Рудомино, 1997.
- Французская поэзия: Антология. Пер. В. М. Козового. М.: Дом интеллектуальной книги, 2001.
- Твой нерасшатанный мир: Памяти Вадима Козового. Стихи, письма, воспоминания. М.: Прогресс-Традиция, 2001.
- Тайная ось: Избранная проза. М.: Новое литературное обозрение, 2003.
- Le monde est sans objet. Paris: Belin, 2003.
- Выйти из повиновения: Письма, стихи, переводы. М.: Прогресс-Традиция, 2005.